# Fotbalová reprezentace Papuy Nové Guineje
Fotbalová reprezentace Papuy Nové Guineje reprezentuje Papuu Novou Guineu na mezinárodních fotbalových akcích, jako je mistrovství světa či Oceánský pohár národů.

## Mistrovství světa
| Rok    | Účast                                           | Soupisky |
| ------ | ----------------------------------------------- | -------- |
| 1966   | Bez účasti                                      |          |
| 1970   | Bez účasti                                      |          |
| 1974   | Bez účasti                                      |          |
| 1978   | Bez účasti                                      |          |
| 1982   | Bez účasti                                      |          |
| 1986   | Bez účasti                                      |          |
| 1990   | Bez účasti                                      |          |
| 1994   | Bez účasti                                      |          |
| 1998   | Nepostoupili z kvalifikace                      |          |
| 2002   | Bez účasti                                      |          |
| 2006   | Nepostoupili z kvalifikace                      |          |
| 2010   | Bez účasti                                      |          |
| 2014   | Nepostoupili z kvalifikace                      |          |
| Celkem | Účast – 0× Zlato – 0×, Stříbro – 0×, Bronz – 0× |          |